# The Wackiest Ship in the Army
The Wackiest Ship in the Army è una serie televisiva statunitense in 29 episodi trasmessi per la prima volta nel corso di una sola stagione dal 1965 al 1966.
È una sitcom militare incentrata sulle vicende del personale di una nave da guerra statunitense durante la seconda guerra mondiale. È basata sul film La nave più scassata dell'esercito (The Wackiest Ship in the Army) del 1960.

## Trama
La serie è ambientata nel teatro del Pacifico durante la seconda guerra mondiale; protagonisti sono i membri dell'equipaggio della USS Kiwi, una vecchia e decrepita goletta di origine neozelandese la cui missione è quella di far avanzare spie statunitensi dietro le linee giapponesi. La Kiwi è comandata dal maggiore dell'esercito Simon Butcher, che è a capo delle operazioni di terra e gestisce la nave quando questa è ancorata nel porto, e dal tenente della Marina Richard "Rip" Riddle, che è a capo delle operazioni in mare. I conflitti tra i due sono alla base delle trame di molti episodi.

## Personaggi e interpreti

### Personaggi principali
- maggiore Simon Butcher (29 episodi, 1965-1966), interpretato da Jack Warden.
- Tenente Richard P. 'Rip' Ripley (29 episodi, 1965-1966), interpretato da Gary Collins.
- Radioman Patrick Hollis (29 episodi, 1965-1966), interpretato da Mark Slade.

### Personaggi secondari
- CPO Willie Miller (4 episodi, 1965-1966), interpretato da Mike Kellin.
- Sherman Nagurski (3 episodi, 1965-1966), interpretato da Rudy Solari.
- Seymour Trivers (3 episodi, 1965-1966), interpretato da Fred Smoot.
- Agaki (3 episodi, 1965-1966), interpretato da James Hong.
- Soldato ferito (3 episodi, 1966), interpretato da Christopher Riordan.
- Cuoco Charles Tyler (2 episodi, 1965-1966), interpretato da Don Penny.
- Sergente (2 episodi, 1966), interpretato da John Anderson.
- Tenente Patricia Latham (2 episodi, 1966), interpretata da Gail Kobe.
- Ammiraglio (2 episodi, 1966), interpretato da Richard Loo.
- Margaret Cochran (2 episodi, 1965), interpretata da Diana Hyland.

## Produzione
La serie fu prodotta da Herbert Margolis Productions, Joseph M. Schenck Productions e Screen Gems Television Le musiche furono composte da Nelson Riddle. La nave protagonista è basata sulla USS Echo, una goletta di 40 anni trasferita alla Marina degli Stati Uniti da parte del governo della Nuova Zelanda e restituita alla Nuova Zelanda nel 1944.

### Registi
Tra i registi sono accreditati:
- Danny Arnold in un episodio (1965)
- George Marshall in un episodio (1965)
- Robert Totten in un episodio (1966)

### Sceneggiatori
Tra gli sceneggiatori sono accreditati:
- Marion Hargrove in 3 episodi (1965-1966)
- Danny Arnold in 2 episodi (1965)

## Distribuzione
La serie fu trasmessa negli Stati Uniti dal 19 settembre 1965 al 17 aprile 1966 sulla rete televisiva NBC.

## Episodi
| Stagione       | Episodi | Prima TV USA |
| -------------- | ------- | ------------ |
| Prima stagione | 29      | 1965-1966    |